# Jean-François Zobrist
Jean-François Zobrist, né à Gap le 25 janvier 1944 et mort à Abbeville le 10 mars 2025,, est un chef d'entreprise, penseur de management, conférencier et auteur français de plusieurs ouvrages d’entreprise,,. Il est surtout connu pour avoir mis en place en tant que DG de FAVI depuis 1983 un mode managérial extrêmement innovant fondé sur la confiance et l'autonomie des salariés qu’il a d’abord appelé Système FAVI, puis Entreprise Libérée,,,.

## Carrière
Après sa carrière militaire, à partir de 1969, Zobrist a exercé le métier de métallurgiste au sein d’AFICA, une entreprise fondée par Max Rousseaux. En 1983, Rousseaux nomme Zobrist DG de FAVI, une fonderie des alliages cuivreux à Hallencourt (Somme), et dont il était également propriétaire. A l'époque, l'entreprise avait 86 salariés et des résultats moyens de 8% de cash-flow net,. À la suite de la transformation qu’il a conduite, FAVI est passée jusqu’à 600 employés, est devenue un leader européen de fourchettes de boîtes de vitesses, et des résultats de 20% cashflow net en moyenne. Il a également contribué à diversifier l’entreprise vers la production de rotors électriques faisant de FAVI la première entreprise au monde à les produire en cuivre,.

## Philosophie de management
L'approche de management que Zobrist a mis en place se caractérise par plusieurs principes clés :
1. La confiance rapporte plus que le contrôle : Le contrôle est souvent vécu comme une contrainte anti-productive et sous couvert de limiter les dépenses, empêche de faire plus. Ainsi, chez FAVI, il n’existe aucun service « support ».
2. Ceux qui font sont ceux qui savent : Parce que le dirigeant leur fait confiance, les salariés deviennent responsables de leur planning, de leurs congés, de leurs formations. Pas de service qualité, l’ouvrier est responsable de contrôler ses propres pièces.
3. Le POURQUOI prime sur le COMMENT : L’activité est ensuite organisée par mini-usine dédiée à un client ou un marché. Ainsi chacun sait POURQUOI et POUR QUI il travaille. Les opérateurs ainsi mis au courant du POURQUOI adapteront librement le COMMENT. Ce POURQUOI est le fruit de la vision du patron, vision partagée avec les salariés.
4. Deux valeurs limites : « L’homme est bon », ainsi toute procédure, structure ou document de contrôle est supprimé ; « L’amour du client (interne ou externe) », ainsi toute procédure, structure ou document qui ne sert pas le client est supprimé. Ces deux valeurs définissent l’espace de liberté de chacun.

## Reconnaissance et impact
Le succès de Zobrist chez FAVI a attiré des visiteurs venant du monde entier, des demandes de conférences, et des entretiens,, lui permettant de partager son approche de management par la confiance avec un très large public. Son approche était parmi quelques dizaines que le chercheur Isaac Getz a étudié et conceptualisé en 2009 sous le terme de l'entreprise libérée.
Même si quelques années après son départ et celui de son successeur, FAVI est graduellement revenue vers le management traditionnel, la résilience et la capacité d’innovation développées lors de la période de Zobrist permet à l’entreprise d’afficher des résultats corrects et d’innover,.

## Publications
Zobrist est l'auteur de plusieurs livres, dont :
- "La belle histoire de FAVI[14]" en quatre volumes.
- "L'entreprise libérée par le petit patron naïf et paresseux[5]". Le Cherche Midi, 2020.

Ses livres ont été traduits en anglais, polonais, roumain et russe.
Jean-François Zobrist a partagé ses expériences et ses idées à travers des conférences et des interventions, promouvant sa vision des entreprises libérées et des pratiques de management fondées sur la confiance,,.